# Yūji Itō
Yūji Itō (japanisch 伊藤 裕二 Itō Yūji; * 20. Mai 1965 in der Präfektur Mie) ist ein ehemaliger japanischer Fußballspieler.

## Karriere
Itō erlernte das Fußballspielen in der Schulmannschaft der Yokkaichi Chuo Technical High School. Seinen ersten Vertrag unterschrieb er 1984 bei Yanmar Diesel. Der Verein spielte in der höchsten Liga des Landes, der Japan Soccer League. 1984 gewann er mit dem Verein den JSL Cup. Am Ende der Saison 1990/91 stieg der Verein in die Division 2 ab. Für den Verein absolvierte er 85 Spiele. 1992 wechselte er zum Erstligisten Nagoya Grampus Eight. 1996 wurde er mit dem Verein Vizemeister der J1 League. 1995 und 1999 gewann er mit dem Verein den Kaiserpokal. Für den Verein absolvierte er 182 Erstligaspiele. 2000 wechselte er zum Zweitligisten Shonan Bellmare. Für den Verein absolvierte er 79 Spiele. Ende 2002 beendete er seine Karriere als Fußballspieler.

## Erfolge
Yanmar Diesel
- JSL Cup

Sieger: 1984
Nagoya Grampus Eight
- J1 League

Vizemeister: 1996
- Kaiserpokal

Sieger: 1995, 1999